# رجلة الصبار
رجلة الصبار أو صبار دمعة الطفل أو صبار ترمس، (الاسم العلمي: Portulacaria  afra)، هو نبات ينتمي إلى رجلية (فصيلة: Portulacaceae).
عادة ما يكون لهذه العصارة جذع محمر وأوراق خضراء، ولكن غالبًا ما يُرى صنف متنوع في الزراعة. من السهل العناية بهم وجعل النباتات المنزلية سهلة في مكان مشمس. في المناطق الخالية من الصقيع، يمكن استخدامها في تنسيق الحدائق الخارجية.

## زراعة واستخدامات
في براري جنوب إفريقيا، تنجو النباتات الكبيرة من الصقيع الشتوي من خلال النمو بكثافة كافية لتوفير غطاء طبيعي خاص بها. إنه مقاوم للجفاف ومقاوم للحريق، ويتحمل شمس الصحراء والحرارة بمجرد إنباته، وهو ما لا يستطيع فعله  نبات اليشم. رجلة الصبار هو نبات طبيعي شائع في فينيكس، أريزونا وجنوب كاليفورنيا، تنمو في مناطق صلابة النبات التابعة لوزارة الزراعة الأمريكية 9-11.

### الزينة
أنها تحظى بشعبية كبونساي، وكنبات جاف شديد التحمل. توجد عدة أنواع - بعضها يتم الإعتناء به في المزارع أو عن طريق الزراعة، والبعض الآخر ينمو بشكل طبيعي:
- ليمبوبو Limpopo: مجموعة متنوعة بأوراق أكبر بكثير.
- بروستراتا Prostrata: شكل وضيع يستخدم بشكل متكرر كغطاء أرضي.
- أوريا Aurea: شكل مدمج ومنتصب بأوراق مستديرة تتحول إلى اللون الأصفر الفاتح عندما تتعرض الشمس.
- فولييس فريجياتوس Foliis variegatus: شكل منقوش.
- ميديو بيكتا Medio-picta: منقوش بتركيز أخف.

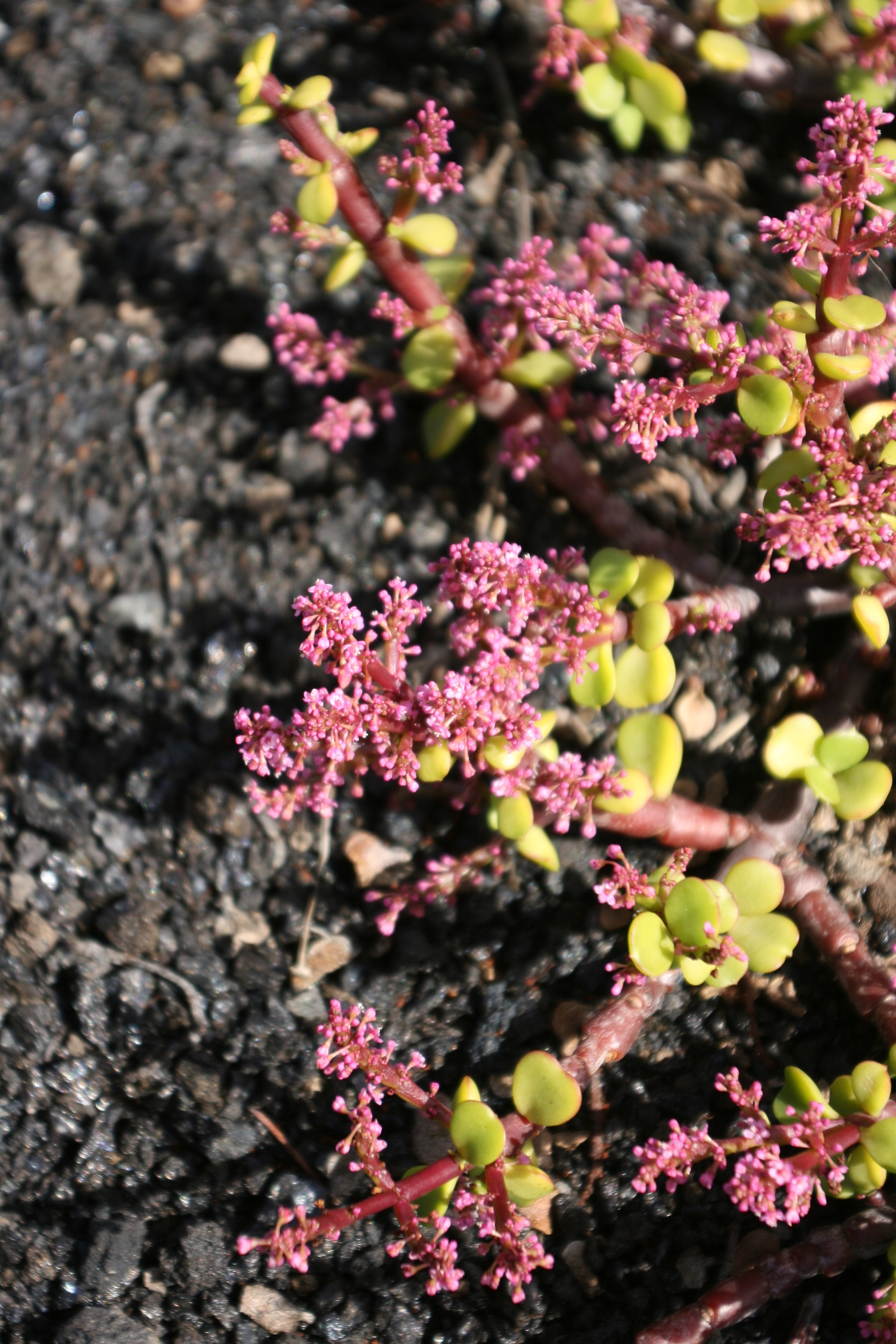

### مصدر الغذاء
عادة ما يتم تناوله في جنوب إفريقيا كأحد مكونات السلطة أو الحساء. ولا ينبغي الخلط بينه وبين نبات اليشم، بحيث أنه معتدل السمية. كما يستخدم لإطعام الماشية خلال فترات الجفاف بسبب طبيعته النضرة. وتستخدم هذه النباتات بشكل شائع للماشية والماعز، كما تعمل كمصدر إضافي للمياه علاوة على فوائدها الغذائية للماشية.

### الطب
هذه واحدة من العديد من النباتات المستخدمة كعلاج تقليدي لأمراض الجلد التي يستخدمها الناس في المناطق الريفية الذين ليس لديهم وصول سهل إلى الطب الحديث.

هذه واحدة من العديد من النباتات المستخدمة كعلاج تقليدي لأمراض الجلد التي يستخدمها الناس في المناطق الريفية الذين ليس لديهم وصول سهل إلى الطب الحديث.

### الأثر البيئي
يقترح برنامج العمل من أجل النظم البيئية التابع لحكومة جنوب إفريقيا استعادة مليون هكتار (2.5 مليون فدان) من غابة سبيكبوم (شجرة لحم الخنزير المقدد). يمكن ذلك أن يساعد إضافة المزيد من سبيكبوم في البيئة وأيضًا في إعادة الأنواع المحلية إلى المناطق التي لم تعد قادرة على النمو فيها. وقد ثبت أن رجلة الصبار يساعد في خلق الظل وإضافة المواد العضوية إلى التربة الرملية، مما يسمح ببيئة أكثر ملاءمة للنباتات الصغيرة، وبالتالي يساعد في استعادة مجموعات الأنواع المحلية التي تقلصت بسبب الرعي الجائر والتصحر.

## صور بعض الأنواع

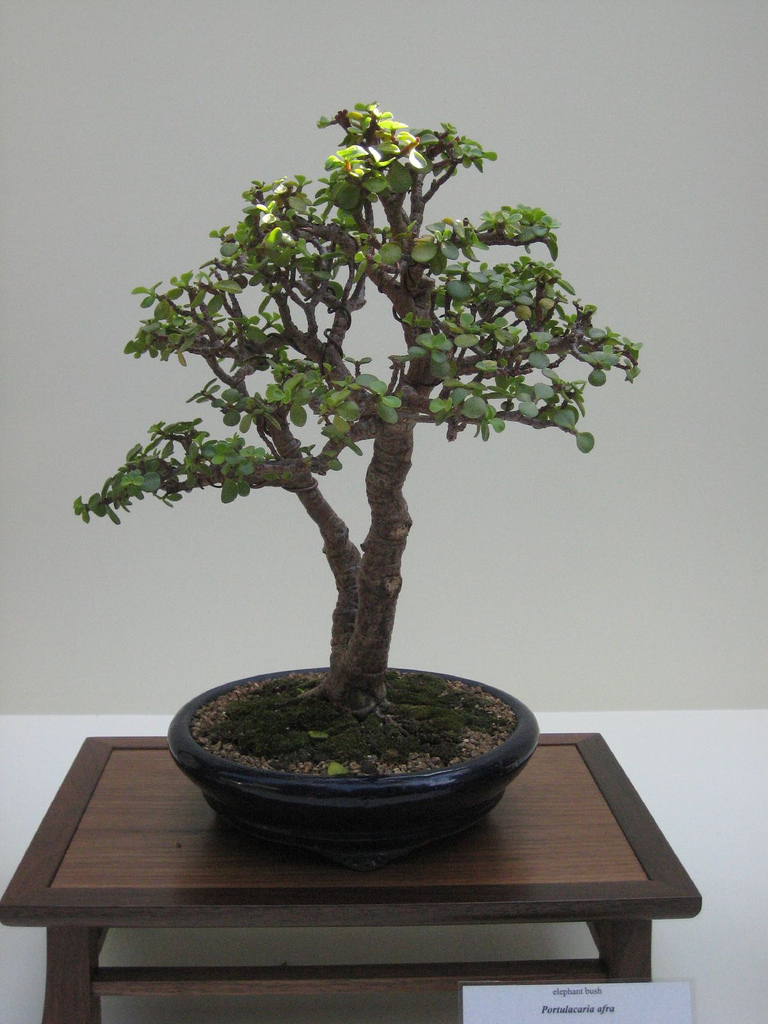
مزروعة في شكل بونساي

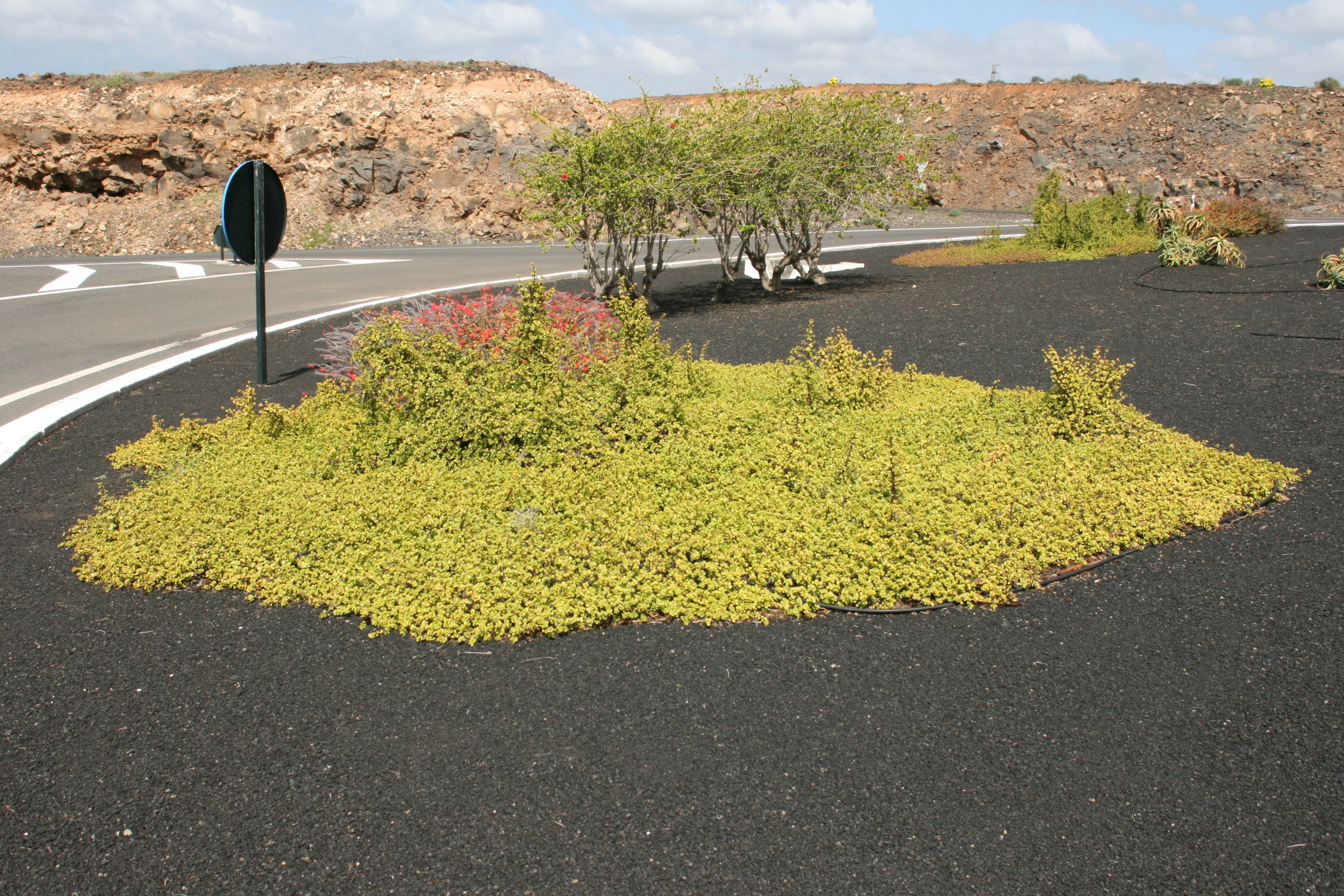
Prostrata بروستراتا